# Кибячи
Кибячи — село в Пестречинском районе Татарстана. Административный центр и единственный населенный пункт Кибячинского сельского поселения.

## География
Находится в северо-западной части Татарстана на расстоянии приблизительно 18 км на восток по прямой от районного центра села Пестрецы у речки Киба.

## История
Известна с 1565—1567 годов. В начале XX века здесь действовала церковно-приходская школа. Относится к числу населенных пунктов, где проживают кряшены.

## Население
Постоянных жителей было: в 1782 году — 122 души мужского пола, в 1859—504, в 1897—1022, в 1908—1224, в 1920—1432, в 1926—1350, в 1938—1241, в 1949—1062, в 1958—1015, в 1970—1156, в 1979—806, в 1989—533, в 2002—467 (татары 90 %, фактически кряшены), 365 в 2010.